# Floddelfiner
Floddelfiner omfatter fire arter af tandhvaler, der lever i ferskvandsfloder og flodmundinger. De tilhører overfamilien Platanistoidea. Tre arter lever i ferskvandsfloder, mens den fjerde art, la plata-delfinen (Pontoporia blainvillei), lever i flodmundinger samt i havet. Den er dog stadigvæk klassificeret som en floddelfin.

## Økologi
Floddelfiner er blandt de mest truede af alle verdens tandhvaler. På grund af indskrænkede leveområder, jagt af mennesker, samt få dyr til at starte med, er de tæt på at blive udryddet. Nogle af floddelfinerne har samtidigt et dårligt syn, nogle betragtes som blinde, hvilket kan lede til uheldige sammenstød med mennesker eller menneskeskabte objekter (f.eks. både eller fiskenet).
Tucuxi-delfinen lever også i floder. Den er dog ikke klassificeret under overfamilien Platanistoidea, og bliver dermed ikke betragtet som en ægte floddelfin.

## Klassifikation
I den seneste klassifikation er der fire familier der udgør floddelfinerne. Arten kinesisk floddelfin i familien Lipotidae regnes dog for at være udryddet.
- Overfamilien Platanistoidea
  - Familie Platanistidae
    - Platanista gangetica

  - Familie Iniidae
    - Inia geoffrensis

  - Familie Lipotidae
    - Lipotes vexillifer

  - Familie Pontoporiidae
    - Pontoporia blainvillei